# Teste de re-enchimento capilar
Teste de preenchimento capilar ou sinal da unha branca, é uma manobra muito simples destinada a avaliar a velocidade de enchimento do leito capilar superficial após compressão/descompressão da polpa de um dedo. Fornece rapidamente uma ideia do volume sanguíneo circulante e permite avaliar o estado de hidratação do paciente. É útil em qualquer idade mas é sobretudo usado no lactente e nas crianças muito jovens. Consiste em comprimir a polpa do dedo contra a unha até esta ficar branca e libertar a pressão. A recoloração do leito ungueal faz-se normalmente em cerca de 2 segundos. No lactente esta manobra pode ser feita comprimindo a pele contra o esterno. A recoloração surge habitualmente uns 3 segundos depois.